# Joël Picton
Joël Picton, né le 21 août 1926 à Paris 14e et mort le 19 novembre 1993 à Ouchamps, ancien combattant de la Seconde Guerre mondiale, est un poète et dramaturge français. Il fut notamment le créateur du groupe Recherches graphiques inspiré par Roger Bissière avec lequel il tira l'ensemble lithographique sur presse-à-bras intitulé Pour en finir avec le hasard. 
Lié aux Compagnons de Lure et à Maximilien Vox, le but avéré de ce groupe était d'animer l'imprimerie et de lui redonner le goût d'un graphisme de haute qualité. Les œuvres issues de cet atelier étaient toutes dessinées à la main et tirées à la presse-à-bras.